# Amokfahrt in Volkmarsen
Bei der Amokfahrt in Volkmarsen in Hessen am 24. Februar 2020 lenkte ein 29-Jähriger sein Fahrzeug vorsätzlich in eine Gruppe von Zuschauern des Rosenmontagszugs. Die Anzahl der Opfer wird mit 122 körperlich beziehungsweise mehr als 154 körperlich oder seelisch Verletzten angegeben.
Ein psychiatrischer Gutachter hatte nach der Tat eine Persönlichkeitsstörung mit narzisstischen, paranoiden und schizoiden Zügen festgestellt.
Der Täter wurde 2023 für schuldfähig befunden und zu einer lebenslangen Freiheitsstrafe verurteilt.

## Hergang
In der Kernstadt Volkmarsen fand an diesem Tag ein Rosenmontagszug statt. Gegen 14:30 Uhr umfuhr ein silberner Mercedes die Absperrung und fuhr beschleunigend in die zuschauende Menschenmenge. Fahrer des Fahrzeugs war der 29-jährige Maurice Pahler, der noch am Ort von Zeugen überwältigt und anschließend von der Polizei festgenommen wurde. Er kam in Untersuchungshaft. Eine zunächst vermutete Alkoholisierung bestätigte sich bei entsprechenden Tests nicht.
P. stammt aus Gaggenau in Baden-Württemberg und lebte seit 10 Jahren in Volkmarsen.
Unter den Verletzten waren mindestens 20 Kinder, das jüngste drei Jahre alt. Die verletzten Kinder wurden in Kinderkrankenhäusern in Kassel und Paderborn behandelt. Ende März 2020 wurden noch zwei Erwachsene auf der Intensivstation behandelt.

## Prozess
Untersucht wurde der Fall von der Generalstaatsanwaltschaft Frankfurt am Main.
Das MDR-Fernsehmagazin Brisant berichtete am 3. Juni 2020, dass der Täter noch immer zu den Motiven der Amokfahrt schweige und kaum mit seinem Anwalt und der mit einem Gutachten beauftragten Psychologin kooperiere. Der hessische Ministerpräsident Volker Bouffier erklärte am 22. September 2020 in der Sendung Markus Lanz, der Täter habe bis heute keine Angaben gemacht und man habe auch nichts zu den Beweggründen gefunden.
Im Dezember 2020 erhob die Generalstaatsanwaltschaft Frankfurt am Main Anklage gegen den Amokfahrer. Ihm wurde versuchter Mord in 91 Fällen, Gefährliche Körperverletzung in 90 Fällen sowie Gefährlicher Eingriff in den Straßenverkehr vorgeworfen. Der Prozess vor dem Landgericht Kassel begann am 3. Mai 2021. Am 16. Dezember 2021 wurde der Täter zu einer lebenslangen Freiheitsstrafe verurteilt. Es wurde die besondere Schwere der Schuld festgestellt. Am 19. Dezember 2022 hatten die Strafverteidiger von P. eine Revision gegen das Urteil eingelegt. Am 17. Februar 2023 bestätigte der Bundesgerichtshof die lebenslange Freiheitsstrafe und die besondere Schwere der Schuld, hob das Urteil jedoch insofern auf, als dass das Gericht die Anordnung der Sicherungsverwahrung vorbehalten hat, und verwies den Fall an eine andere Strafkammer des Landgerichts Kassel zurück.
Bei Maurice P. wurde nach der Tat eine Persönlichkeitsstörung mit narzisstischen, paranoiden und schizoiden Zügen festgestellt; er war voll schuldfähig.

## Betrugsprozess
Im November 2023 begann vor dem Amtsgericht Korbach der Betrugsprozess gegen einen Mann, der sich fälschlich als Ersthelfer und Augenzeuge der Amokfahrt ausgegeben haben soll und in Folge rund 16.500 Euro Verletzten- und Krankengeld sowie rund 30.000 Euro Erstattung für eine stationäre Behandlung erhielt.